# Rutan Voyager

Voyager aan het eind van de recordvlucht rond de wereld

De Rutan Voyager is een vliegtuig ontworpen door de Amerikaanse vliegtuigontwerper Burt Rutan, waarvan slechts één exemplaar werd gebouwd. In 1986 vloog het als eerste vliegtuig non-stop en zonder bijtanken rond de wereld.

## Geschiedenis
Het vliegtuig werd ontworpen en gebouwd met slechts één doel: een non-stop vlucht rond de wereld zonder bij te tanken. Het idee ervoor ontstond tijdens een informele bijeenkomst van enkele luchtvaartliefhebbers in 1981 in aanwezigheid van de broers Burt en Dick Rutan en Jeana Yeager. Beide laatsten zouden de piloten zijn van de recordvlucht. Het toestel werd gebouwd in een hobbysfeer, door een kleine groep liefhebbers en fondsenverstrekkers. (Zie ook Scaled Composites.)

## Techniek
De romp van het vliegtuig heeft voor- en achterin een zuigermotor met resp. een trek- en duwschroef. Er was krap ruimte voor twee vliegers en proviand. Twee staartbomen verbonden de vleugel met het horizontale stuurvlak vooraan het toestel. Er werd enig onderzoek verricht naar het voor dit doel optimale bouwmateriaal. Het toestel zou vrijwel geheel bestaan uit koolstofvezel, kevlar, kunststofschuim en epoxy. Het gehele ontwerp was erop gericht om zoveel mogelijk brandstof te kunnen laden, tegenover een zo laag mogelijk leeg gewicht (426 kg). De verhouding leeg gewicht/startgewicht kwam uiteindelijk op 0,09 uit. Bij de start zou het toestel beide motoren gebruiken, tot aan het moment dat het gewicht van de resterende brandstof het mogelijk zou maken om met één motor verder te vliegen. In volgeladen toestand leed de lichte constructie van het vliegtuig aan oscillaties die continu handmatig gecorrigeerd moesten worden.

## Recordvlucht
De recordvlucht begon op 14 december 1986 vanaf luchtmachtbasis Edwards Air Force in de Mojavewoestijn. De vleugels hingen door de ingenomen hoeveelheid brandstof ver omlaag. Bij de start brak door contact met de startbaan een vleugeltip los. In de romp was het zo lawaaierig dat de vliegers koptelefoons met antigeluid droegen ter gehoorbescherming. Het fragiele vliegtuig zou gebieden met zwaar weer omzeilen. De vlucht moest zodanig worden gepland dat gevaarlijke gebieden zouden worden vermeden; Libië gaf bijvoorbeeld geen toestemming om boven het grondgebied te komen. Aan het eind van de 9 dagen durende vlucht begaf een brandstofpomp het. Het toestel landde op 23 december op hetzelfde vliegveld als vanwaar het vertrokken was. De afgelegde afstand was 42.432 km, met een gemiddelde snelheid van 187 km/uur. Het betekende een verbetering van het oude record van ca. 20.000 km, dat in 1962 gevestigd was met een B-52-bommenwerper. De vlucht van de Voyager werd door president Reagan benut voor PR-doeleinden.
Het toestel staat tentoongesteld in het National Air and Space Museum in Washington.